# 邹天敬
邹天敬（1963年9月—），男，汉族，山东昌邑人，中华人民共和国政治人物，现任中国共产党第二十届中央纪律检查委员会委员，中央纪委国家监委驻交通运输部纪检监察组组长，交通运输部党组成员。